# Maximumrocknroll
Maximumrocknroll — многотиражный ежемесячный панк-зин, со штаб-квартирой в Сан-Франциско, США.
На страницах журнала — интервью, колонки и рецензии от авторов со всего мира. Наравне с зинами HeartattaCk и Punk Planet (который перестал издаваться в 2006—2007) — Maximum RocknRoll считается одним из важнейших явлений в панке.